# Ngaoundéré Airport
Ngaoundéré Airport (franska: Aéroport de Ngaoundéré) är en flygplats i Kamerun.   Den ligger i regionen Adamaouaregionen, i den centrala delen av landet, 400 km nordost om huvudstaden Yaoundé. Ngaoundéré Airport ligger 1 114 meter över havet.
Terrängen runt Ngaoundéré Airport är platt, och sluttar norrut. Trakten runt Ngaoundéré Airport är glesbefolkad, med 16 invånare per kvadratkilometer. Närmaste större samhälle är Ngaoundéré, 4,4 km sydost om Ngaoundéré Airport. Trakten runt Ngaoundéré Airport är huvudsakligen savannskog.